# حمله ۶ ژانویه به ساختمان کنگره ایالات متحده آمریکا
در ششم ژانویه ۲۰۲۱، طرفداران دونالد ترامپ، رئیس‌جمهور پیشین ایالات متحده، در واشینگتن، دی.سی. تجمع کردند تا به نتایج انتخابات ریاست‌جمهوری ۲۰۲۰ اعتراض کرده و از درخواست ترامپ از معاون رئیس‌جمهور مایک پنس و کنگره برای رد کردن پیروزی رئیس‌جمهور منتخب جو بایدن حمایت کنند. دست کم ۱۰ نفر در جریان این اعتراضات بازداشت شدند و پس از عبور معترضان از میان نیروهای امنیتی و ورود به مجموعه کاخ کنگره ایالات متحده، چندین ساختمان در این مجموعه تخلیه شدند. در بعدازظهر چهارشنبه، موریل باوزر، شهردار واشینگتن، دی. سی، اعلام کرد که از ساعت ۶ بعد از ظهر همان روز، در این شهر منع رفت‌وآمد برقرار خواهد بود.
ترامپ، در طی سخنرانی خود به هواداران خود دستور داد تا به سمت پایتخت آمریکا بروند تا اطمینان حاصل شود که انتخابات ۲۰۲۰ منتفی است. متعاقباً گروهی طرفدار ترامپ به کنگره رفتند و سرانجام به ساختمان حمله کردند. در آن زمان کنگره در جلسه ای بود که شمارش آرا کالج انتخابات را انجام می‌داد و در مورد آن بحث می‌کرد. این جلسه به مخالفت سناتور تد کروز از تگزاس و پائول گوسار، نماینده مجلس از منطقه چهارم کنگره آریزونا، نسبت به شمارش آراء آریزونا در کالج انتخاباتی انجامید. معترضین با شکستن موانع امنیتی توانستند به کاخ کنگره آمریکا وارد شوند، و تالار سنا را اشغال کنند در حالی که نگهبانان برای جلوگیری از ورود معترضین به طبقه تالار مجلس نمایندگان اسلحه‌های مسلح را کشیدند. سپس چندین ساختمان در مجموعه کاخ کنگره آمریکا ایالات متحده تخلیه شدند و متعاقباً درب‌های ورودی ساختمان‌های مجموعه قفل شدند.
در جریان درگیری مسلحانه در اتاق‌های مجلس، یک متجاوز توسط نیروهای انتظامی در داخل کاپیتول مورد اصابت گلوله قرار گرفت و بعداً بر اثر جراحات وارده درگذشت. در نتیجه موارد اضطراری پزشکی در طول همان روز سه نفر دیگر جان خود را از دست دادند. گزارش شده است که سه بمب دست‌ساز کشف شده است: یکی در محوطه کاپیتول، یکی در دفاتر کمیته ملی جمهوری‌خواه و یکی در کمیته ملی دموکراتیک نزدیک به کاپیتول.
در اوایل بعد از ظهر ۶ ژانویه، ترامپ با وجود اینکه پنس از قدرت قانون برای رد پیروزی بایدن برخوردار نبود، پنس را نکوهش کرد که «آنچه را برای حفاظت از کشور و قانون اساسی ما باید انجام شود» انجام نداد. ساعت ۴:۲۲ بعد از ظهر به وقت ساحل شرقی، ترامپ در توییتر به طرفداران خود گفت «با آرامش به خانه بروید» در حالی که آشوبگران را «میهن‌پرست» و «بسیار ویژه» توصیف کرد، به آنها گفت: آنها را «دوست دارد» و ادعاهای خود را در مورد تقلب در انتخابات تکرار کرد. عصر همان روز، توئیتر دوازده ساعت قفل بر روی حساب توئیتر ترامپ گذاشت و سه توئیت او را به دلیل نقض سیاست یکپارچگی مدنی توئیتر توسط ترامپ که هواداران خود را تشویق به حمله با خشونت به کنگره می‌کرد حذف کرد. در ۸ ژانویه، توئیتر حساب ترامپ را برای همیشه بست اما بعد از خرید توئیتر توسط ایلان ماسک پس از یک نظرسنجی در این پلتفرم اکانت دونالد ترامپ دوباره فعال شد.
شورش‌ها و تلاطم‌های انسانی پایتخت به عنوان شورش، فتنه و تروریسم داخلی توصیف شده است. برخی منابع آن را به عنوان اقدام به کودتا برچسب زده‌اند. این حادثه اولین باری بود که از زمان سوزاندن واشینگتن در سال ۱۸۱۴ توسط انگلیس در خلال جنگ ۱۸۱۲، کاپیتول مورد هجوم قرار گرفت.
حداقل ۵۷ نفر از کسانی که در حمله ب ساختمان کنگره حضور داشته‌اند، حالا برای انتخابات کنگره نامزد شده‌اند.

## پیش زمینه
در انتخابات ریاست جمهوری ۲۰۲۰ ایالات متحده که در ۳ نوامبر ۲۰۲۰ برگزار شد، جو بایدن، نامزد دموکرات، پیروز شد و رئیس‌جمهور پیشین جمهوری‌خواه دونالد ترامپ را شکست داد. پیش از شمارش آرا، در حین شمارش و پس از آن، ترامپ و دیگر جمهوری خواهان با ادعای نادرست تقلب گسترده در رای‌دهندگان و تلاش برای انکار نتایج، سعی در لغو انتخابات داشتند.
با توجه به جلسه کنگره در تاریخ ۶ ژانویه ۲۰۲۱، برای شمارش نتایج آراء کالج انتخاباتی ایالات متحده آمریکا، ترامپ از برنامه‌هایی برای تجمع در آستانه این رویداد برای ادامه اعتراض به اعتبار نتایج انتخابات چندین ایالت خبر داد. در تاریخ ۱۸ دسامبر، ترامپ اعلام کرد «اعتراض بزرگ در واشینگتن، دی.سی. در تاریخ ۶ ژانویه. آنجا باشید، وحشی خواهد بود!» موریل باوزر، شهردار واشینگتن، دی.سی.، در ۳۱ دسامبر سال ۲۰۲۰ درخواست کرد تا نیروهای گارد ملی منطقه کلمبیا برای پشتیبانی از پلیس محلی در جریان تظاهرات پیش‌بینی شده مستقر شوند. وی در درخواست خود نوشت که نگهبانان مسلح نخواهند شد و آن‌ها مسئول اصلی «مدیریت جمعیت» و جهت دهی به ترافیک خواهند بود، به پلیس اجازه می‌دهد تا بر روی نگرانی‌های امنیتی تمرکز کند. کریستوفر سی میلر، سرپرست وزارت دفاع، این درخواست را در ۴ ژانویه ۲۰۲۱ تأیید کرد. تصویب‌نامه ۳۴۰ سرباز را فعال کرد که بیش از ۱۱۴ نفر در هر زمان مستقر نمی‌شوند.
ترامپ روزهای گذشته پیشنهاد کرده بود که معاون رئیس‌جمهور مایک پنس باید پیروزی رئیس‌جمهور منتخب جو بایدن را رد کند، عملی که از نظر قانون اساسی ایالات متحده آمریکا در اختیار پنس نیست و او این فراخوان را در سخنرانی خود صبح روز ۶ ژانویه تکرار کرد. بعد از ظهر همان روز، پنس نامه ای به کنگره منتشر کرد که در آن او گفت که با پیروزی جو بایدن مخالفت نخواهد کرد.

## حوادث

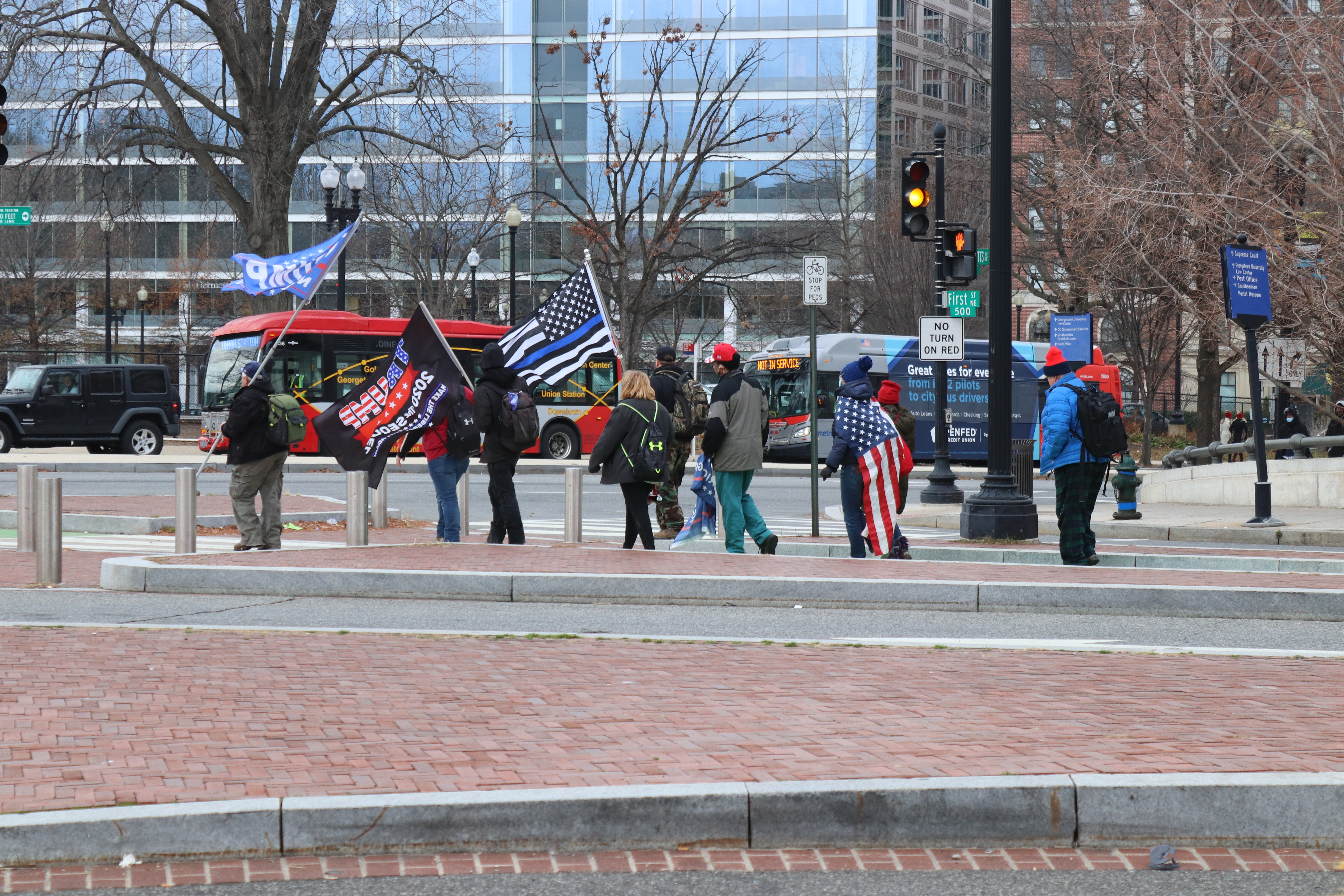
معترضین در ایستگاه اتحادیه صبح چهارشنبه

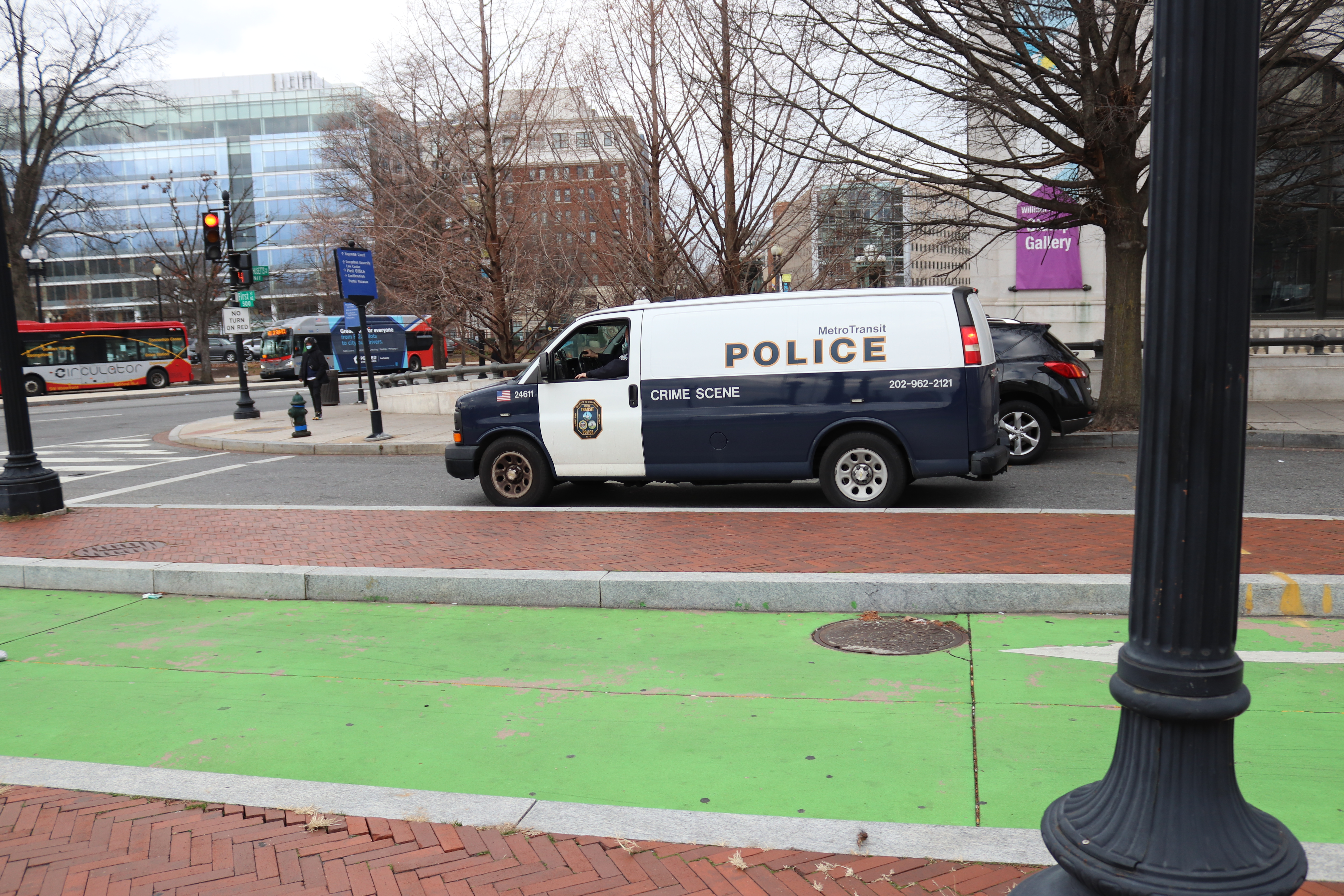
یک ون اداره پلیس حمل و نقل مترو ساعت ۱۱:۲۸ صبح روز ۶ ژانویه بیرون گالری آرتور ام. ساکلر منتظر می‌ماند.

### ۵ ژانویه
هزاران شرکت کننده، پیش از اعتراضات برنامه‌ریزی شده، در ۵ ژانویه ۲۰۲۱ در Freedom Plaza گرد هم آمدند. سه شنبه شب و چهارشنبه صبح (به وقت ساحل شرقی)، حداقل ده نفر دستگیر شدند، از جمله چندین نفر به اتهامات مرتبط با سلاح.

### ۶ ژانویه
صبح روز ۶ ژانویه ۲۰۲۱ (به وقت ساحل شرقی) معترضین گرداگرد بنای یادبود واشینگتن جمع شدند. چندین نفر در دفتر بیضی سخنرانی کردند، از جمله مشاور ترامپ، رودی جولیانی و شخص ترامپ. جولیانی با سخنرانی در جمع، با بیان تئوری‌های توطئه مبنی بر اینکه «ماشین‌های رأی‌گیری که در انتخابات به کار رفته‌اند» «معیوب» هستند خواستار «محاکمه با جنگ» شد. ترامپ از پشت یک محافظ شیشه ای سخنرانی کرد و به رسانه‌ها حمله کرد و خواستار لغو نتایج انتخابات توسط پنس شد، چیزی که از نظر قانون اساسی در اختیار پنس نیست. ترامپ از طرفداران خود خواست تا به سمت پایتخت، جایی که کنگره تشکیل جلسه می‌دهد، حرکت کنند:
شما هرگز کشورمان را با ضعف پس نخواهید داد. شما باید قدرت نشان دهید و باید قوی باشید. ما خواسته‌ایم که کنگره کار درست را انجام دهد و فقط رأی دهندگانی را که از نظر قانونی انتخاب شده‌اند بشماریم. من می‌دانم که همه به زودی در اینجا به سمت ساختمان کاپیتول حرکت می‌کنند تا امروز با صلح و میهن‌پرستی صدای شما را به گوش دیگران برسانند.
در این راهپیمایی، ترامپ به طرفداران خود گفت "جنگ کنید. ما مانند جهنم می‌جنگیم؛ و اگر مثل جهنم جنگ نکنید، دیگر قرار نیست یک کشور داشته باشید." وی اظهار داشت که آنها "به پایتخت می‌روند و ما سعی خواهیم کرد" غرور و جسارت " لازم را برای جمهوری خواهان را به آنها بدهیم که آنها برای بازپس‌گیری کشور ما نیاز دارند.
در این تجمع، ترامپ همچنین اظهار داشت: «ما هرگز تسلیم نخواهیم شد.»
پسران بزرگسال ترامپ، دونالد ترامپ جونیور و اریک ترامپ نیز صحبت کردند، به نمایندگان کنگره جمهوریخواه و سناتورهایی که از تلاش برای تغییر رای کالج انتخابات حمایت نمی‌کردند، حمله لفظی کردند و قول دادند که در انتخابات مقدماتی آینده علیه آنها کارزار انتخابی کنند.

## استیضاح ترامپ
استیضاح و برکناری ترامپ توسط عده ای نمایندگان کنگره آمریکا مطرح گردید و اعلام شد که متن استیضاح تا ۸ ژانویه آماده شده است.

## استعفای اعضای کابینه
الین چائو وزیر حمل و نقل ایالات متحده و همسر سناتور «میچ مک کانل» رهبر اکثریت مجلس سنا است؛ و متیو پاتینگر معاون مشاور امنیت ملی آمریکا و وزیر آموزش کابینه از مقام خود استعفا کردند.

## واکنش‌ها

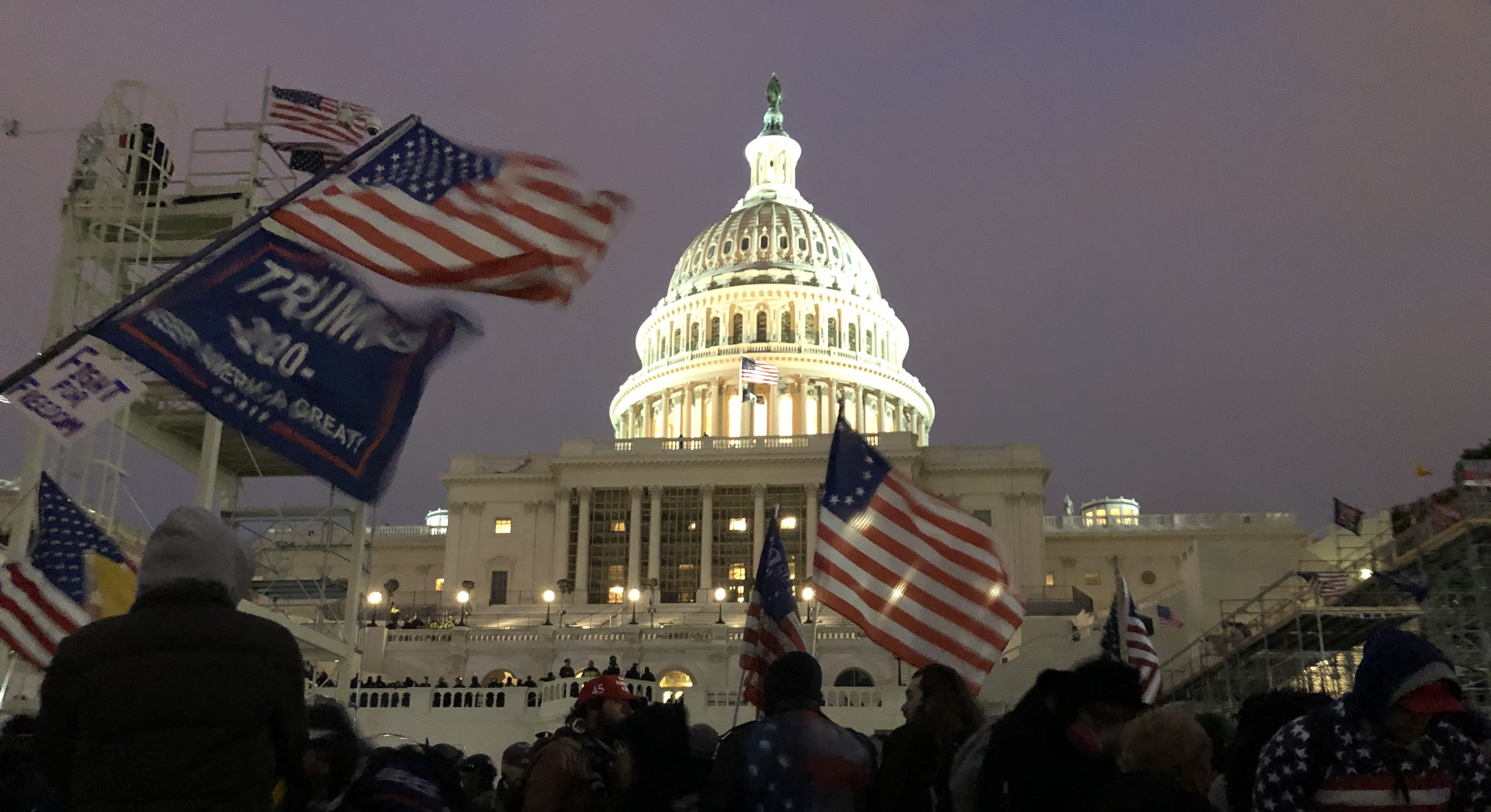
حامیان ترامپ در کنار ساختمان کنگره

### ترامپ
در تاریخ ۶ ژانویه ۲۰۲۱، ترامپ در ساعت ۲:۳۸ بعد از ظهر توییت کرد. «لطفاً از پلیس و نیروی انتظامی ما حمایت کنید. آنها واقعاً در کنار کشور ما هستند. آرام باشید!.» وی هفته‌های گذشته را صرف تبلیغ تظاهرات «نجات آمریکا» کرده بود. ترامپ بعداً در ساعت ۳:۱۳ بعد از ظهر توییت کرد: «من از همه در پایتخت ایالات متحده می‌خواهم که صلح و آرامش داشته باشند. بدون خشونت! به یاد داشته باشید، ما حزب قانون و نظم هستیم - به قانون و مردان و زنان بزرگ ما با رنگ آبی احترام بگذارید. متشکرم!». ساعت ۴:۲۲ بعد از ظهر، ترامپ با انتشار یک پیام ویدیویی از طرفداران خود خواست «با آرامش به خانه بروید» و به آنها گفت «ما شما را دوست داریم، شما خیلی خاص هستید». وی بعداً در توئیتر نوشت: «این روز را برای همیشه به یاد داشته باشید». یکی از معروف‌ترین کسانی که در روز ۶ ژانویه به ساختمان کتگره حمله کرده بود به ۴۱ماه حبس محکوم شده است.
تحریک طرفداران برای حمله به کنگره یکی از ۹۱ عنوان اتهامی ترامپ بوده که به واسطه آنها حکم بازداشت وی نیز صادر گردید.

## محکومیت‌ها
جیکاب انتونی انجلی چنسلی، ملقب به 'شامانِ کیوانان' که خود را به عنوان یکی از چهره‌های حمله ۶ ژانویه به ساختمان کنگره معرفی کرده بود و در جریان حمله به کلاه خزدار شامان‌ها را برسرداشت، به نزدیک سه سال و نیم زندان محکوم شده است.

### واکنش‌های بین‌المللی
آرژانتین، استرالیا، اتریش، بلژیک، برزیل، کانادا، شیلی، کلمبیا، کاستاریکا، جمهوری چک، دانمارک، فیجی، فنلاند، فرانسه، آلمان، یونان، ایسلند، هند، ایرلند، ایتالیا، نیوزیلند، هلند، نروژ، لهستان، پرتغال، روسیه، اسلوونی، اسپانیا، سوئد، ترکیه، بریتانیا، اوکراین، و ونزوئلا همه نگرانی‌های خود را در مورد اعتراضات ابراز کردند و خشونت را محکوم کردند. برخی با انتقاد از دولت ایالات متحده خود، این شورش‌ها را با سایر حوادث آشفته در طول تاریخ مقایسه کردند. یک تحلیل گر آمریکایی معتقد است این اتفاق یک زنگ خطر بود، در طول زندگی ما هرگز دموکراسی تا این حد متزلزل نشده بود.

## عفو شورشیان
در ۲۰ ژانویه ۲۰۲۵، در اولین روز از دوره دوم ریاست‌جمهوری‌اش، دونالد ترامپ، رئیس‌جمهور ایالات متحده، اعلامیه‌ای صادر کرد که به حدود ۱٬۵۰۰ نفر که به اتهامات مرتبط با حمله ۶ ژانویه به کاخ کنگره ایالات متحده محکوم شده بودند، عفو اعطا کرد.